# Diêu Trụ
Diêu Trụ (tiếng Trung: 姚伷; bính âm: Yáo Zhòu; ? - 242), tự Tử Tự (子緒), là đại thần nhà Quý Hán thời Tam Quốc trong lịch sử Trung Quốc.

## Cuộc đời
Diêu Trụ quê ở huyện Lãng Trung, quận Ba Tây, có thanh danh, cùng Cung Lộc, Trương Ngực là bạn tốt, tình nghĩa thâm hậu. Năm 214, Lưu Bị bình định Ích châu, Diêu Trụ được giữ chức Công tào thư tá.
Năm 223, thời Hậu chủ, Diêu Trụ thăng làm thái thú quận Quảng Hán.
Năm 227, thừa tướng Gia Cát Lượng ra Hán Trung, chuẩn bị Bắc phạt, tịch Diêu Trụ làm Duyện. Diêu Trụ lại tiến cử những kẻ sĩ văn võ, được chuyển làm Thừa tướng phủ Tòng quân.
Năm 234, Gia Cát Lượng qua đời, Diệu Trụ về triều, giữ chức Thượng thư bộc xạ, được người đương thời tôn kính. Năm 242, mất.

## Đánh giá
Gia Cát Lượng từng khen ngợi Diêu Trụ giỏi với tiến cử người tài. Dương Hí trong Quý Hán phụ thần tán khen ngợi Diêu Trụ "chân thành đốc túy".